# Ръшнов
Ръшнов (на румънски: Râşnov; на немски: Rosenau) е град в Трансилвания, Румъния. На хълма над града има крепост от XIII век.

## География
Разположен е на 12 км югоизточно от Брашов, в равнината между дяловете Бучеджи, Першан и Фъгърашки планини на Южните Карпати.
През града минава един от пътищата, свързващи Трансилвания с Мунтения - E574, Бакъу-Брашов-Питещ, в посока село Бран. От града се отклонява пътят за крепостта и за ски-курорта Пояна Брашов. Друг път го свързва с Предял, минавайки между върховете Постъвару (Postăvaru) и Ому (Omu, 2505 м). От същия път има кратко отклонение към Ръшновския каньон (Chelle Râşnoavei). Още един път води към Зърнещ (Zărneşti) и Сибиу.
Градът е изходна точка за природния парк Планини Бучеджи (Munţii Bucegi Parc Natural).

## История
Градът е част от Ţara Bîrsei.

### Крепост Ръшнов
Крепостта (Cetatea Râşnov) датира от началото на XIII век. Построена е за защита на местното население от Ръшнов и околните села при нападения и няма местен владетел или феодал. Първото документирано упоменаване е от 1335 г. (според някои източници 1331 г.), когато крепостта отблъсква татарско нападение. През 1345 г. устоява на поредния набег на татарите.
През 1421 г. крепостта оцелява при турска обсада. През 1427 г. е инспектирана от Сигизмунд Люксембургски (Sigismund de Luxemburg, 1387-1437), крал на Унгария и император на Свещената Римска Империя. През 1438 г. издържа нова турска атака.
През април 1612 г. поради липса на вода крепостта се предава на Габриел (Габор) Батори. През 1623-1640 г. е изкопан кладенец, дълбок 146 м. Според местна легенда кладенецът е изкопан от двама турски пленници, на които в замяна е обещана свобода.